# Alasmidonta arcula
Alasmidonta arcula е вид мида от семейство Unionidae. Видът е застрашен от изчезване.

## Разпространение
Разпространен е в САЩ (Джорджия).

## Описание
Популацията им е намаляваща.